# Roland Flexner
Pour les articles homonymes, voir Flexner.
Roland Flexner, né le 2 décembre 1944 à Nice (Alpes-Maritimes),, est un artiste plasticien hyperréaliste français.

## Biographie
Né en 1944 à Nice (Alpes-Maritimes), Roland Flexner s'installe à New York en 1982.